# Simón Rodríguez
Simón Rodríguez (n. 28 octombrie 1771, Caracas, Venezuela; d. 28 februarie 1854, Amotape, Peru), cunoscut pentru exilul său din America Latină, ca Samuel Robinsón, a fost un mare filosof și educator venezuelean, unul dintre cei mai mari din vremea sa, tutorele și mentorul lui Simón Bolívar.

## Biografie
Simón Rodríguez s-a născut în Caracas în noaptea de 28 octombrie 1771. A fost botezat pe 14 noiembrie a acelui an. Creat în casa preotului Alejandro Carreño și-a atribuit numele său și este cunoscut ca Simón Carreño Rodríguez. Documentele epocii și alte testimonii încă cred că preotul Carreño a fost tatăl lui Simón Rodríguez și a fratelui său José Cayetano Carreño, patru ani mai tânăr decât el care s-a remarcat ca muzician notabil. Mama sa Rosalía Rodríguez a fost fiica unui proprietar de moșii și bovine.

## Citate
„Am fost în europa aproape 20 de ani, am lucrat într-un laborator industrial de chimică […] Am participat la câteva reuniuni secrete orientate spre democrație […] Am studiat puțină literatură, am învățat limbi noi și am învățat citire și scriere la o școală situată într-un mic oraș din Rusia.”
„America Latina este originală; Guvernul și instituțiile sale trebuie să fie originale. Ori inventăm ori greșim.”